# 老野祐平
老野 祐平（おいの ゆうへい、2001年6月6日 - ）は、福岡県出身の、日本の柔道選手。階級は81kg級。身長176cm。組み手は左組み。血液型はAB型。得意技は内股。

## 経歴
柔道は4歳の時に戸畑道友会で始めた。白銀中学から長崎日大高校へ進むと、3年の時にインターハイ81kg級で2位になった。
2020年に帝京平成大学へ進むと、2年の時に全日本ジュニアで優勝した。グランプリ・アルマダでは、準決勝で世界チャンピオンのマティアス・カスに縦四方固で敗れたものの3位に入った。3年の時には講道館杯の代替大会となった全日本強化選手選考会でシニアの全国大会初優勝を飾った。学生体重別でも優勝した。なお、「文武両道を実践し、他の模範となる運動部学生」に与えられる大学スポーツ協会(UNIVAS)の最優秀賞を受賞した。4年の時には体重別の決勝でパーク24の釘丸将太を技ありで破って優勝した。9月のアジア大会では準決勝で韓国の李俊奐に反則負けを喫するが、3位決定戦でバーレーンのアスケルビー・ゲルベコフを体落で破った。団体戦では準決勝の韓国戦のみの出場だったが、自分の出番が回ってくる前にチームが勝利すると、その後チームは優勝を飾った。講道館杯では3位だった。グランドスラム・パリでは3回戦でカナダのフランソワ・ゴティエ＝ドラポーに背負投で敗れた。
2024年4月からは旭化成の所属となった。体重別では決勝でジャパンエレベーターサービスの竹市大祐を小外掛で破って、今大会2連覇を達成した。これにより、世界選手権代表に選出された。続くアジア選手権では準々決勝でカザフスタンのアビライハン・ジュバナザルに技ありで敗れるも、その後の敗者復活戦を勝ち上がって3位になった。5月の世界選手権では3回戦で李俊奐に合技で敗れた。12月のグランドスラム・東京では準々決勝でパーク24の北條嘉人を技ありで破るも、準決勝で会社の先輩である藤原崇太郎に技ありで敗れて3位だった。2025年2月のグランドスラム・バクーでは3回戦でIJF名義で出場したロシアのエゴール・シュホパロフに技ありで敗れた。4月の体重別では決勝で東海大学4年の天野開斗を有効で破って今大会3連覇を果たした。続くアジア選手権では準々決勝でバーレーンのアスケルビ・ゲルベコフに逆転負けを喫するも、その後の敗者復活戦を勝ち上がって3位になった。7月のグランドスラム・ウランバートルでは決勝でUAEのガジムラド・オマロフを横四方固で破って、IJFワールド柔道ツアー初優勝を飾った。
IJF世界ランキングは350ポイント獲得で79位(25/7/20現在)。

## 戦績
- 2018年 -　インターハイ　2位
- 2021年 -　全日本ジュニア　優勝
- 2022年 -　グランプリ・アルマダ　3位
- 2022年 -　全日本強化選手選考会　優勝
- 2022年 -　学生体重別 優勝
- 2023年 -　体重別　優勝
- 2023年 -　アジア大会 個人戦　3位　団体戦　優勝
- 2023年 -　講道館杯　3位
- 2024年 - 体重別　優勝
- 2024年 - アジア選手権　3位
- 2024年 - グランドスラム・東京　3位
- 2025年 - 体重別　優勝
- 2025年 - アジア選手権　3位
- 2025年 - グランドスラム・ウランバートル　優勝

(出典、JudoInside.com)